# كتشب كلوا (دابوي الجنوبي)
کتشب کلوا (بالفارسية: کچپ کلوا) هي قرية تقع في إيران في قسم دابوي الجنوبی الريفي. يقدر عدد سكانها بـ 574 نسمة .